# Шмидт, Леопольд
Леопольд Шмидт (нем. Leopold Schmidt; 2 августа 1860, Берлин — 1 мая 1927, Берлин) — немецкий дирижёр, музыковед
, музыкальный критик, журналист, композитор, музыкальный педагог.

## Биография
Леопольд Шмидт учился в Берлинской Высшей школе музыки, затем в 1887—1897 гг. работал дирижёром в Гейдельберге, Берлине, Цюрихе, Галле. 
С 1897 г. и до конца жизни — музыкальный обозреватель газеты «Berliner Tageblatt», по мнению современников «один из ведущих представителей этой профессии». Известна поддержка, оказывавшаяся Шмидтом произведениям Рихарда Штрауса (об опере «Ариадна на Наксосе», в частности, он выступал с лекцией, позднее изданной как отдельная брошюра); Штраус, со своей стороны, написал предисловие к сборнику статей и рецензий Шмидта «Из современной музыкальной жизни» (нем. Aus dem Musikleben der Gegenwart; 1909, второе издание 1922). О Густаве Малере и Яне Сибелиусе, напротив, Шмидт отзывался весьма сдержанно.
Как музыковед Шмидт выпустил монографию «К истории сказочной оперы» (нем. Zur Geschichte der Märchen-oper; 1896), книги о Йозефе Гайдне (1898), Моцарте (1912), Бетховене (1924), подготовил издание ряда писем Бетховена (1909) и седьмой том переписки Иоганнеса Брамса (1910). 
В 1900—1915 гг. преподавал историю музыки в Консерватории Штерна, с 1912 г. в Консерватории Шарвенки. Автор вокальных и камерных сочинений.